# NHS, Inc.
NHS, Inc. – amerykańska firma zajmująca się dystrybucją sprzętu sportowego z siedzibą w Santa Cruz w Kalifornii. Założona przez Richarda Novaka, Douga Hauta i Jaya Shuirmana – trzech przyjaciół surferów z Santa Cruz w Kalifornii, którzy połączyli siły, by stworzyć NHS. Akronim NHS pochodzi od inicjałów ich nazwisk. Firma dystrybuuje następujące marki: Santa Cruz Skateboards, Santa Cruz Snowboards, Santa Cruz Surfboards, Creature Skateboards, Independent Truck Company, Bronson Speed Co., Krux Trucks, Ricta Wheels, Mob Grip, OJ Wheels, Road Rider, Slimeballs, Bullet oraz Nor Cal Clothing Co. NHS wcześniej posiadała udziały w Santa Cruz Bicycles, również współzałożonej przez Richarda Novaka, lecz w 2015 roku zostały one sprzedane firmie Pon Holdings.
Główne produkty firmy związane są z deskorolkami, ale firma także produkuje sprzęt do snowboardingu i surfingu.

## Historia
Marka Santa Cruz Skateboards, dystrybuowana przez NHS, jest najstarszą nieprzerwanie działającą firmą produkującą deskorolki na świecie, założoną przez Richarda Novaka, Douga Hauta i Jaya Shuirmana. Na początku działalność skupiała się na produkcji desek surfingowych, jednak firma miała trudności z utrzymaniem się na rynku z powodu niskich marż zysku. Wkrótce znajomy z hawajskiej firmy wyzwał NHS, aby wyprodukowała 500 deskorolek. Mając w nadmiarze włókno szklane, postanowili wykorzystać zapasy materiałów do wyprodukowania deskorolek. Pierwsza deskorolka Santa Cruz powstała w 1973 roku. Partia 500 deskorolek szybko się sprzedała, a zapotrzebowanie na kolejne deski wzrosło. Marka stała się ikoną sportu.

## Logo i grafika Screaming Hand

SantaCruzScreamingHand

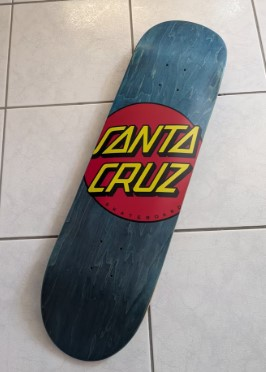
Santa Cruz Deck

Logo firmy to czerwony okrąg z napisem „Santa Cruz” pisanym ukośnymi, kanciastymi wielkimi literami. Charakterystyczną cechą logo jest użycie trójkąta do stworzenia litery „A”. Logo zaprojektował Jim Phillips w 1978 roku. W oryginalnej wersji logo czerwony „punkt” miał kształt elipsy, jednak później został zmieniony na koło. „Screaming Hand”, zaprojektowana przez Jima Phillipsa Seniora w 1985 roku, jest główną grafiką kojarzoną z marką Santa Cruz. Obraz dłoni stał się ikoną skateboardingu i jest powszechnie rozpoznawalny w środowisku skateboardowym; w latach 2015–2016 obchodzono 30. rocznicę jego powstania wystawą objazdową. Od lutego 2013 roku syn Phillipsa, Jimbo, również projektuje grafikę dla marki Santa Cruz.